# کینگدم هارتس (بازی ویدئویی)
کینگدم هارتس (به انگلیسی: Kingdom Hearts) یک بازی ویدئویی به سبک نقش‌آفرینی اکشن است که توسط شرکت اسکوئر (اسکوئر انیکس کنونی) ساخته شده و در سال ۲۰۰۲ برای کنسول پلی‌استیشن ۲ منتشر شده‌است. این اولین قسمت از مجموعه بازی‌های کینگدم هارتس به‌شمار می‌رود که در نتیجه همکاری بین دو شرکت اسکوئرسافت و والت دیزنی شکل گرفته‌است. انتشار مجدد این بازی با ویژگی‌های جدید و اضافه تحت عنوان کینگدم هارتس فاینال میکس، به‌طور انحصاری در کشور ژاپن و در دسامبر ۲۰۰۲ منتشر شد. نسخهٔ فاینال میکس این بازی بعدها با کیفیت وضوح بالا بازسازی شد و به عنوان بخشی از مجموعه کینگدم هارتس اچ‌دی ۱٫۵ ریمیکس برای پلتفرم‌های پلی‌استیشن ۳، پلی‌استیشن ۴، ایکس‌باکس وان، مایکروسافت ویندوز، و نینتندو سوئیچ در سراسر جهان عرضه شد.
کینگدم هارتس ترکیبی از شخصیت‌ها و تنظیماتی از خصوصیات انیمیشن‌های دیزنی همراه با سری بازی‌های فاینال فانتزی اسکوئر انیکس را تشکیل می‌دهد. داستان بازی دربارهٔ پسری جوان به نام سورا است که درگیر نبردی حماسی علیه نیروهای تاریکی می‌شود. او در طی بازی با شخصیت‌های نامدار دیزنی شامل دانلد داک و گوفی همراه می‌شود تا به او در طی مأموریتش کمک کنند.
کینگدم هارتس با واکنش‌های مثبتی از سوی منتقدان همراه بود و یک موفقیت تجاری محسوب می‌شد. بازی برای داشتن ترکیب غیرمعمول عناصر اکشن و نقش‌آفرینی، هماهنگی و ترکیب غیر منتظره‌ای از عناصر اسکوئر و دیزنی، و همچنین آهنگسازی یوکو شیمومورا مورد تحسین قرار گرفت. کینگدم هارتس با فروشی نزدیک به ۶ میلیون نسخه به عنوان دهمین بازی پرفروش کنسول پلی‌استیشن ۲ در تمام دوران محسوب می‌شود، و برخی نشریات بازی آن را یکی از بهترین بازی‌های تاریخ می‌دانند.